# Call of Duty: Vanguard
A Call of Duty: Vanguard egy 2021-es belső nézetes lövöldözős játék, amelyet a Sledgehammer Games fejlesztett és az Activision adott ki. A Call of Duty: Vanguard 2021. november 5-én jelent meg, PlayStation 4, PlayStation 5, Windows, Xbox One, valamint Xbox Series X/S platformokra. Ez a játék a Call of Duty sorozat 18. része.

## Játékmenet
A Vanguard kampánya több, a Modern Warfare (2019) által bevezetett játékmeneti elemet is tartalmaz. Ilyen például az, hogy a játékos fegyverét felülethez támaszthatja, ajtókkal léphet interakcióba, vagy közelharci kivégzéseket hajthat végre. Új játékmeneti funkciók is megjelentek, amelyek lehetővé teszik a taktikusabb harcmodort. A játékos például: vakon tüzelhet fedezék mögül, áttörhet rombolható környezeti elemeket, vagy falakon felmászva nyithat új útvonalakat a küldetés teljesítéséhez. Ezek az újítások célja, hogy a játékosnak több szabadságot és taktikai lehetőséget biztosítsanak a harcok során. A Vanguard kampányának története különböző időpontokban játszódik, és nem kronológiai sorrendben kerül elmesélésre. A Vanguard többjátékos módja egy új játékmódot vezet be a sorozatba, amelynek neve „Champion Hill”. Ez a mód a korábbi „Gunfight” játékmód utódja, amely egy 2v2 arénaharc volt a Call of Duty: Modern Warfare és a Call of Duty: Black Ops Cold War játékokban. A Champion Hill játékmódban a játékosoknak csapat-alapú deathmatchekből álló, körmérkőzéses versenyben kell minél tovább életben maradniuk.

## Cselekmény
|  | Alább a cselekmény részletei következnek! |

1941 augusztusában az ausztrál hadsereg robbantási szakértője, Lucas Riggs hadnagy (Martin Copping) a Tobruki ostrom idején állomásozik a híres „Tobruki patkányok” egységében. Társai között van Desmond „Des” Wilmot közlegény (Nikolai Nikolaeff), „Bluey” Smith, valamint a brit Richard Jacobs hadnagy. Egy sikertelen rajtaütés során, amelyet a német Afrika Korps egyik konvojára hajtanak végre, Bluey megsebesül egy német katona által. Ezt követően Riggs, Des és Jacobs azt a feladatot kapják, hogy előremenjenek, és szerezzék vissza a készleteket a brit hadsereg számára. A küldetés során fontos hírszerzési adatokat találnak Erwin Rommel tábornokról, valamint megsemmisítenek egy ellenséges raktárbázist is. Mindezek ellenére Henry Hamms őrnagy (James Frain) letartóztatja őket engedetlenségért. 1942 októberében, El-Alamein második csatájában, Hamms parancsot ad, hogy a Tobruki patkányok tartsanak védelmi vonalat. Riggs azonban megszegi a parancsot, és Des támogatásával megpróbálják visszafoglalni az egyik dombot, hogy bombázást kérhessenek. A küldetés sikerül, de Des életét veszti a harcban. Riggs, akit feldühít a brit parancsnokság közönye az ausztrál egységek hozzájárulása iránt, frusztrációjában megüti Hamms őrnagyot, ezért börtönbüntetés vár rá. 1942 júniusában az Egyesült Államok Haditengerészetének pilótája, Wade Jackson hadnagy (Derek Phillips) részt vesz a Midwayi csatában, fedélzetén a Douglas SBD Dauntless típusú zuhanóbombázóval és Mateo Hernandez tüzérével (Christopher Rivas), aki légszerelő őrmesterként szolgál. A csata során Jackson sikeresen megsemmisít két japán repülőgép-hordozót, jelentős csapást mérve a japán flottára. 1943 novemberében, amikor az Amerikai Hadsereg támadást indít a japán császári erők ellen Bougainville szigetén, Jackson és Hernandez gépét lelövik. A két katona japán fogságba esik, de a 93. gyalogos hadosztály kiszabadítja őket. Később a hadosztály segítségével sikerül megszerezniük egy Aichi D3A japán bombázót, amellyel légi támogatást nyújtanak a sziget visszafoglalásában. 1942 augusztusában a Vörös Hadsereg ápolónője, Polina Petrova (Laura Bailey) szemtanúja lesz, amint a német Wehrmacht megszállja Sztálingrádot. Bár megpróbálja megmenteni édesapját, Borist, a német katonák kivégzik őt, és Petrova csak öccsével, Mishával és néhány szovjet partizánnal együtt tud elmenekülni. Idővel mesterlövészi képességei révén Petrova elnyeri a „Lady Nightingale” (Éjjeli Dámák) becenevet, miközben üldözőbe veszi Leo Steinert, a város megszállásáért felelős német parancsnokot. 1943 januárjában Petrova és Misha merényletet kísérel meg Steiner ellen Sztálingrádban, ám Misha súlyosan megsebesül, és önfeláldozásával időt nyer Petrova számára a meneküléshez. Petrova végül szembekerül Steinerrel, és megöli őt és a személyes seregét, amivel inspirálja a sztálingrádi polgárokat, hogy visszafoglalják városukat a náci megszállóktól. Ezután figyelmét Steiner felettesére, Hermann Freisingerre fordítja. 1944 júniusában a Brit Hadsereg ejtőernyős őrmestere, Arthur Kingsley (Chiké Okonkwo) részt vesz a Tonga hadműveletben, melynek során az ejtőernyős ezreddel együtt megsemmisítik a Merville-i ágyúállásokat, valamint több hidat is felrobbantanak, hogy segítsék a szövetséges erőket a normandiai partraszállásban. A küldetés során Kingsley összebarátkozik Richard Webb őrmesterrel (Simon Quarterman), aki később jobbkezévé és megbízható társává válik a harcok során. Kingsley, Webb, Petrova, Jackson és Riggs, valamint egy hatodik katona, a jugoszláv partizán Milos Novak, végül az SOE kapitánya, Carver Butcher toborzására létrehozzák az első különleges műveleti egységet, amelynek jelzőjele Vanguard. Kingsley-t nevezik ki az egység vezetőjének. 1945 áprilisában a Vanguard feladatcsoport elfoglal egy vonatot Hamburgban, hogy információkat szerezzenek a Phoenix Projekt nevű titkos náci programról, amelyet Freisinger irányít. Egy náci tengeralattjáró elfoglalása közben a csapatot elfogják a német katonák – kivéve Jacksont, aki el tudott menekülni –, miközben Novakot Freisinger brutálisan megöli. A Vanguard tagjait a Gestapo berlini központjába viszik, ahol Freisinger kinevezi a Schutzstaffel tisztet, Jannick Richtert (Dominic Monaghan), hogy vallassa ki őket. Később Jackson is elfogják, amikor megpróbál ellopni egy repülőt a berlini Tempelhof repülőtéren, miközben Richter demoralizálja az egységet Webb kivégzésével. Mivel nem tud Richter semmit a Phoenix Projekt céljáról és Freisinger szerepéről, Petrova és Riggs kihallgatásával próbál többet megtudni Steiner és Rommel Freisingerhez fűződő kapcsolatáról. Rájön, hogy a projekt egy puccskísérlet volt, aminek célja Freisinger kinevezése lett volna a Negyedik Birodalom új Führerjeként. Ahogy Berlin a Vörös Hadsereg ostroma alatt áll Adolf Hitler öngyilkosságát követően, Riggs megszökik a kihallgatásról, és kiszabadítja a csapatot, miközben Kingsley meggyilkolja Richtert, hogy bosszút álljon Webbért. A Vanguard üldözi Freisingert Tempelhof repülőterére, ahol elfogják, majd élve felgyújtják. A négy túlélő beszáll Freisinger gépébe, ahol rengeteg német dokumentumot és vagyontárgyat találnak, melyek globális náci titkos műveleteket tárnak fel. Kingsley úgy dönt, hogy tovább nyomoznak a Project Aggregat nevű titkos V2 rakéta létesítmény ügyében, és Jacksonnak parancsot ad, hogy repüljön oda.
|  | Itt a vége a cselekmény részletezésének! |

## Fejlesztés
A Vanguard a harmadik játék, amelyet a Sledgehammer Games fejlesztett a Call of Duty sorozatban, az előzőek pedig a 2014-es Call of Duty: Advanced Warfare és a 2017-es Call of Duty: WWII voltak. A második világháborús játék megjelenése után a stúdió szervezeti felépítésében átalakuláson ment keresztül, miután a társalapítók és igazgatók, Glen Schofield és Michael Condrey távoztak. Egy, a VentureBeat számára adott interjúban a stúdió vezetője, Aaron Halon kiemelte, hogy „[...] szeretjük az örökségünket és amit eddig létrehoztunk, de ugyanakkor a jövőre is gondolni akartunk, és arra, hogyan tehetnénk a stúdiót még erősebbé. [...] Büszkék vagyunk azokra a döntésekre, amelyeket menet közben hoztunk, és amelyek elvezettek minket oda, ahol ma tartunk a Call of Duty: Vanguarddal.”

## Fogadtatás
| Összegzőoldal | Értékelés |
| ------------- | --------- |
| Metacritic    | 73/100    |

| Szerző         | Értékelés |
| -------------- | --------- |
| EGM            | 3/5       |
| GameSpot       | 7/10      |
| GamesRadar+    | 4/5       |
| Hardcore Gamer | 4/5       |
| Jeuxvideo.com  | 14/20     |
| PC Gamer (US)  | 60/100    |
| PCGamesN       | 8/10      |
| Push Square    | 7/10      |

A Call of Duty: Vanguard a Metacritic értékelésgyűjtő oldal szerint „vegyes vagy átlagos” értékeléseket kapott.
Az IGN munkatársa, Simon Cardy 7 pontot adott a játéknak a 10-ből, és összegzésként ezt írta: „A Call of Duty: Vanguard magas színvonalú kampánya egészséges adag szórakozást nyújt, még ha rövidsége és változatosságának hiánya miatt el is marad attól a klasszikus háborús filmes élménytől, amelyet megpróbál megidézni.”
A Polygon újságírója, Yussef Cole kritizálta a Vanguard második világháborús történetmesélését, azt állítva, hogy a játék „progresszív szemüvege” felszínes sokszínűséget és jelképes megjelenítést szenved el, miközben eltörli mind a történelmet, mind az Activision Blizzard munkahelyi gyakorlatait, amelyek miatt a cég pert kapott. Szerinte a játék egyfajta „mítoszkeltő eszköz” a nyugati szövetségesek számára, amely figyelmen kívül hagyja a Nyugat jelenkori „kellemetlen gyarmati beavatkozásait és pazarló agresszív cselekedeteit”, és utólagosan „fekete és barna bőrű karaktereket ad hozzá egy túlnyomórészt fehér és nyugati konfliktushoz.”

## Díjak, elismerések
| Év   | Díj                           | Kategória                                               | Eredmények |
| ---- | ----------------------------- | ------------------------------------------------------- | ---------- |
| 2022 | Visual Effects Society Awards | Kiemelkedő vizuális effektek egy valós idejű projektben | Elnyerte   |
| 2022 | D.I.C.E. Awards               | Az év online játéka                                     | Jelölve    |
| 2022 | D.I.C.E. Awards               | Kiemelkedő teljesítmény animációban                     | Jelölve    |
| 2022 | D.I.C.E. Awards               | Kiemelkedő teljesítmény művészeti rendezésben           | Jelölve    |
| 2022 | British Academy Games Awards  | Legjobb animáció                                        | Jelölve    |
| 2022 | British Academy Games Awards  | Legjobb hangteljesítmény                                | Jelölve    |
| 2022 | British Academy Games Awards  | Legjobb multiplayer                                     | Jelölve    |
| 2022 | British Academy Games Awards  | Legjobb előadó mellékszerepben (Laura Bailey)           | Jelölve    |
| 2023 | 65. Grammy-gála               | Legjobb videójáték- és interakítv média-zene            | Jelölve    |

## Fordítás
Ez a szócikk részben vagy egészben  a   Call of Duty: Vanguard című angol Wikipédia-szócikk ezen változatának fordításán alapul.  Az eredeti cikk szerkesztőit annak laptörténete sorolja fel. Ez a jelzés csupán a megfogalmazás eredetét és a szerzői jogokat jelzi, nem szolgál a cikkben szereplő információk forrásmegjelöléseként.